# Zoïa Rosowska
Zoïa Rosowska ou Rosovska est une soprano russe, soliste dans la troupe de Diaghilev, les Ballets Russes de 1919 à 1929.

## Biographie
En 1921, elle chante  à Rome, au Teatro Costanzi, dans Danses polovtsiennes et Le Tricorne, en janvier, Le astuzie femminili, le 20 mai.
Elle chante, le 11 mai 1922, au Festival Moussorgsky, concert donné par Koussevitzky, à l'opéra de Paris.

## Création
- 1920 : Pulcinella d'Igor Stravinsky, à l'Opéra de Paris, 15 mai[3],[4].
- 1920 : Astuce féminine, révisé par Ottorino Respighi, chorégraphie de Léonide Massine, à l'Opéra de Paris, 27 mai, Leonora[5],[6],[7]
- 1922 : Mavra de Stravinsky, à l'Opéra de Paris, 3 juin, la Mère[8],[7],[9].